# 룽원구

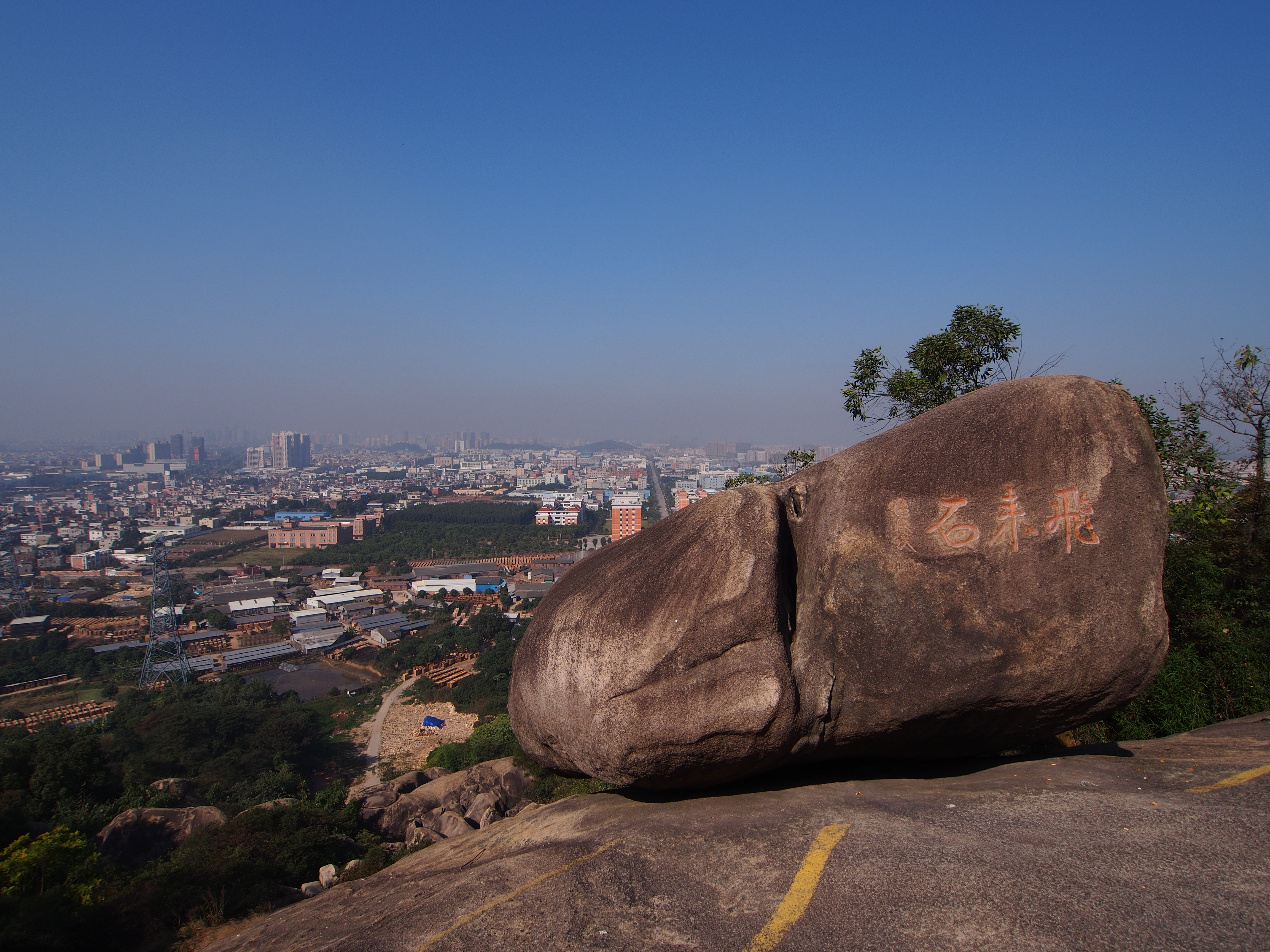

룽원구(한국어: 용문구, 중국어: 龙文区, 병음: Lóngwén Qū)는 중화인민공화국 푸젠성 장저우시의 현급 행정구역이다. 넓이는 113km2이고, 인구는 2007년 기준으로 120,000명이다.

## 행정 구역
1개 가도, 4개 진을 관할한다.
- 가도: 东岳街道.
- 진: 步文镇, 蓝田镇, 朝阳镇, 郭坑镇.